# Kamsporige oranje bekerzwam
De kamsporige oranje bekerzwam (Aleuria congrex) is een schimmel die behoort tot de familie Pyronemataceae.

## Kenmerken
Apothecia staan op de grond, zijn helder oranjegeel en hebben een diameter van 5 mm. De parafysen vaak gebogen met gele inhoud. De asci meten 175-210 × 10-12 µm en zijn niet-amyloïde. De ascosporen van deze soort hebben een grof netwerk. Ze meten 14-17 × 6-9 zonder ornamentatie en inclusief de ornamentatie 22 × 11 µm.

## Verspreiding
De kamsporige oranje bekerzwam komt in Nederland zeldzaam voor. Hij staat op de rode lijst in de categorie 'Gevoelig'.